# Reserva de caça de Zugurma
A Reserva de caça de Zugurma é uma seção do Parque nacional de Kainji, na Mariga Área de governo local do Níger (estado), Nigéria.
É limitada pelo rio Kontagora ao noroeste e rio Manyara ao norte, e abrange uma área de 138.500 hectares.
Foi amalgamado com a Reserva de caça de Borgu em 1975 para formar o Parque Nacional do Lago Kainji.
A reserva consiste em um planalto baixo com lados gradualmente inclinados formando uma bacia hidrográfica leste-oeste. Está mal drenado, sem afluentes correndo para o rio Manyara, e com os rios Yampere e Lanser correndo apenas sazonalmente. A vegetação é tipicamente Mosaico da selva e savana da Guiné, mas tem sido mal pastoreado, exceto para florestas ribeirinhas ao longo do rio Manyara e outros buracos de água.
A reserva não recebeu praticamente nenhuma atenção de pesquisa.